# Adil Kizil
Adil Kizil, född 20 januari 1984 i Nusaybin, Turkiet, är en svensk-kurdisk före detta fotbollsmålvakt

## Karriär
Kizil inledde sin fotbollskarriär i Islingby IK där han debuterade för A-laget år 2004 och spelade som mittfältare. Ramazan Kizil, som är far till Adil Kizil, bildade Borlängelaget Dalkurd FF tillsammans med sina kurdiska vänner 2004. Han fick förfrågan från sin pappa om han kunde ställa upp och spela som målvakt, vilket han gjorde fram till säsongen 2012 när han skadade sitt knä under en träning. Det var orsaken till att Kizil avslutade karriären. I november 2012 presenterades Adil Kizil som ny sportchef för Dalkurd FF och var ideellt arbetande sportchef. I och med Dalkurds avancemang till Superettan förbättrade klubben organisationen och beslutade att heltidsanställa Kizil i sportchefsrollen december 2015. I en period hade Kizil även haft rollen som målvaktstränare i Dalkurd FF fram till 2016.
I oktober 2019 tecknade Kizil ett avtal som sträcker sig fram över säsongen 2021 som chefsscout i Helsingborgs IF. Men han fick lämna i förtid redan 2020 när Helsingborg åkte ur Allsvenskan.
Inför säsongen 2021 skrev Kizil på för tjänsten som sportchef i Östersunds FK, en tjänst han började i april 2021. Efter säsongen lämnade han klubben, och Östersunds FK åkte även ur Allsvenskan.

### Webbkällor
- Adil Kizil på Svenska Fotbollförbundets webbplats